# Кинофестиваль в Торонто 2017
42-й Международный кинофестиваль в Торонто прошёл с 7 сентября по 17 сентября 2017 года. Главный приз фестиваля, People’s Choice Award, получила картина «Три билборда на границе Эббинга, Миссури» Мартина Макдонаха.

## Награды
| Премия                                               | Фильм                                    | Режиссёр              |
| ---------------------------------------------------- | ---------------------------------------- | --------------------- |
| Приз зрительских симпатий                            | Три билборда на границе Эббинга, Миссури | Мартин Макдонах       |
| Приз зрительских симпатий (документальный фильм)     | Лица, деревни                            | Аньес Варда, JR       |
| Приз зрительских симпатий (полуночное безумие)       | Насыщенный                               | Джозеф Кан            |
| Лучший канадский художественный фильм                | Голодные Z                               | Робен Обер            |
| Лучший канадский короткометражный фильм              | Pre-Drink                                | Marc-Antoine Lemire   |
| Лучший канадский первый художественный фильм (дебют) | Luk'Luk'I                                | Wayne Wapeemukwa      |
| FIPRESCI Discovery                                   | Ava                                      | Sadaf Foroughi        |
| FIPRESCI Special Presentations                       | Автор                                    | Мануэль Мартин Куенка |